# Podhale Nowy Targ
Podhale Nowy Targ är en ishockeyklubb i Nowy Targ i Polen grundad 1932.

## Bedrifter
- Polska ligavinster: 1966, 1969, 1971, 1972, 1973, 1974, 1975, 1976,1977, 1978, 1979, 1987, 1993, 1994, 1995, 1996, 1997, 2007, 2010.
- Polska Cupen: 2004, 2005.

## Roster 2006/07

### Målvakter
- 30.  Jarosław Fruca
- 33.  Tomasz Rajski

### Backar
- 77.  Władysław Bryniczka
- 18.  Rafal Dutka
- 55.  Dominik Cecuła
- 22.  Kamil Kapica
- 84.  Maciej Sulka
- 68.  Sebastan Labuz

### Forwards
- 7.  Jaroslaw Rozanski
- 9.  Sebastian Biela
- 10.  Marian Kacir
- 20.  Michal Radwanski
- 11.  Dariusz Lyszczarczyk
- 19.  Krzysztof Zapala
- 91.  Michal Piotrowski
- 69.  Mateusz Malinowski
- 79.  Mariusz Jastrzebski
- 87.  Maciej Sulka
- 23.  Dawid Slowakiewicz
- 89.  Tomasz Malasinski
- 21.  Mateusz Lesniowski
- 8.  Andrzej Nenko

### Tränare
- -.  Dimitrij Miedwiediew